# Lotal

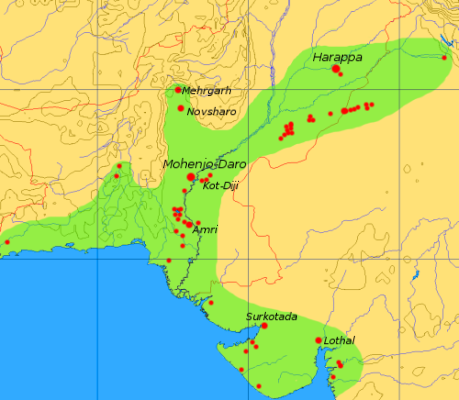
Mapa de extensão da antiga civilização do Indo e localização de Lotal

Lotal (Lothal) foi uma das cidades mais influentes da antiga Civilização do Vale do Indo. Situada no moderno estado de Gujarate, data de 2 400 a.C. e na contemporaneidade é uma das zonas arqueológicas mais importantes da Índia. Descoberta em 1954, Lotal foi escavada no período compreendido entre o 13 de fevereiro de 1955 e o 19 de maio de 1960 pelo ASI (Archaeological Survey of Índia: Serviço Arqueológico da Índia).
A doca de Lotal é a mais antiga do mundo e ligava a cidade a um antigo curso do rio Sabarmati, integrado na rota comercial entre a cidade de Harapa, na região de Sinde, e a península de Catiavar, onde o deserto que agora rodeia a zona de Cutch, na antiguidade foi uma parte do mar Arábico. Foi um próspero e vital centro comercial na antiguidade, abrigando mercados de pedras semipreciosas, metais, pedras preciosas e valiosos adornos que chegavam aos rincões mais afastados do Extremo Oriente e África.
Seus habitantes fizeram as primeiras representações artísticas realistas na arte e na escultura, tendo criado algumas das fábulas mais conhecidas hoje em dia na Índia. Utilizaram a bússola com uma concha, com oito ou doze divisões do horizonte, e talvez foram pioneiros no estudo das estrelas e seu uso na navegação, 2000 anos antes dos gregos. Suas técnicas metalúrgicas sobreviveram-lhes e foram utilizadas durante mais de 4000 anos.